# 丁里站
丁里站是一个符夹铁路上的铁路车站，位于安徽省萧县丁里镇，建于1966年，目前为四等站，邮政编码为235200。目前客运：办理旅客乘降；行李、包裹托运；不办理货运营业。